# Gretzenbach
Gretzenbach – miejscowość i gmina w północnej Szwajcarii, w kantonie Solura, w jednostce administracyjnej (Amtei) Olten-Gösgen, w okręgu Olten. Leży nad rzeką Aare. 

## Demografia
W Gretzenbach mieszka 2 758 osób. W 2021 roku 24,3% populacji gminy stanowiły osoby urodzone poza Szwajcarią.

## Transport
Przez teren gminy przebiega droga główna nr 5.